# Jules Wengel
Jules Wengel, né Julius Wilhelm Ludwig Wengel à Heilbronn le 30 mai 1865 et mort le 5 mars 1934 à Attin, est un peintre et illustrateur allemand naturalisé français en 1905.

## Biographie
Julius Wilhelm Ludwig Wengel naît le 30 mai 1865 à Heilbronn dans le royaume de Wurtemberg. Il épouse Isabelle Bowes, née en 1864 à Geelong en Australie et morte en 1937 à Attin, et ont trois enfants, Franck Ludwig Jean Maurice, né à 1893 à Étaples et mort jeune en 1897 à Attin, Ludwig John Franck, né en 1897 et mort en 1978 à Attin et Frédéric Alexandre, né en 1901 à Attin et mort en 1933 à Étaples,,,,,.
Il a suivi les cours de l’Académie royale des arts de Leipzig puis de l’Académie de Dresde. Il est ensuite arrivé en France et s’est installé à partir de 1891 à Étaples (Pas-de-Calais), petit port de pêche où séjourne une colonie de peintres pour partie étrangers.
C’est un peintre de compositions religieuses, scènes de genre, portraits, paysages et également un aquarelliste et illustrateur. Il montre un certain goût pour le symbolisme et le mysticisme, notamment dans ses illustrations du Taj Mahal, poème de la Suédoise Andrea Butenschön (1895), ou pour Goulab Soubi, conte de René de Pont-Jest (1896).
Il est aussi l’auteur de compositions religieuses dans l’église Saint-Michel d'Étaples, détruite pendant la Seconde Guerre mondiale. Mais il est surtout connu pour ses portraits, pour lesquels il met en valeur tout ce qui est chair : visages, mains, laissant esquissés au trait les vêtements et le décor,.
Il expose à la Société nationale des beaux-arts de 1892 à 1905 (sauf en 1900) ainsi qu’en Allemagne (Dresde, Munich, Berlin, Hambourg, Leipzig), en Angleterre et en Autriche. Il est nommé membre associé de la Société nationale des beaux-arts en 1896, sous la présidence de Pierre Puvis de Chavannes, en même temps qu'Henri Le Sidaner et John Lavery.
Vers 1900, il demeure rue du Marais à Attin, également propriétaire à Paris-Plage et membre du comité de Paris-Plage, il y réalise une œuvre publiée en couverture du journal local, paru en 1901, Le Moniteur de Paris-Plage,.
Il meurt, en France, le 5 mars 1934 à Attin dans le département du Pas-de-Calais, où il est inhumé avec son épouse.

## Galerie

Œuvres de Jules Wengel
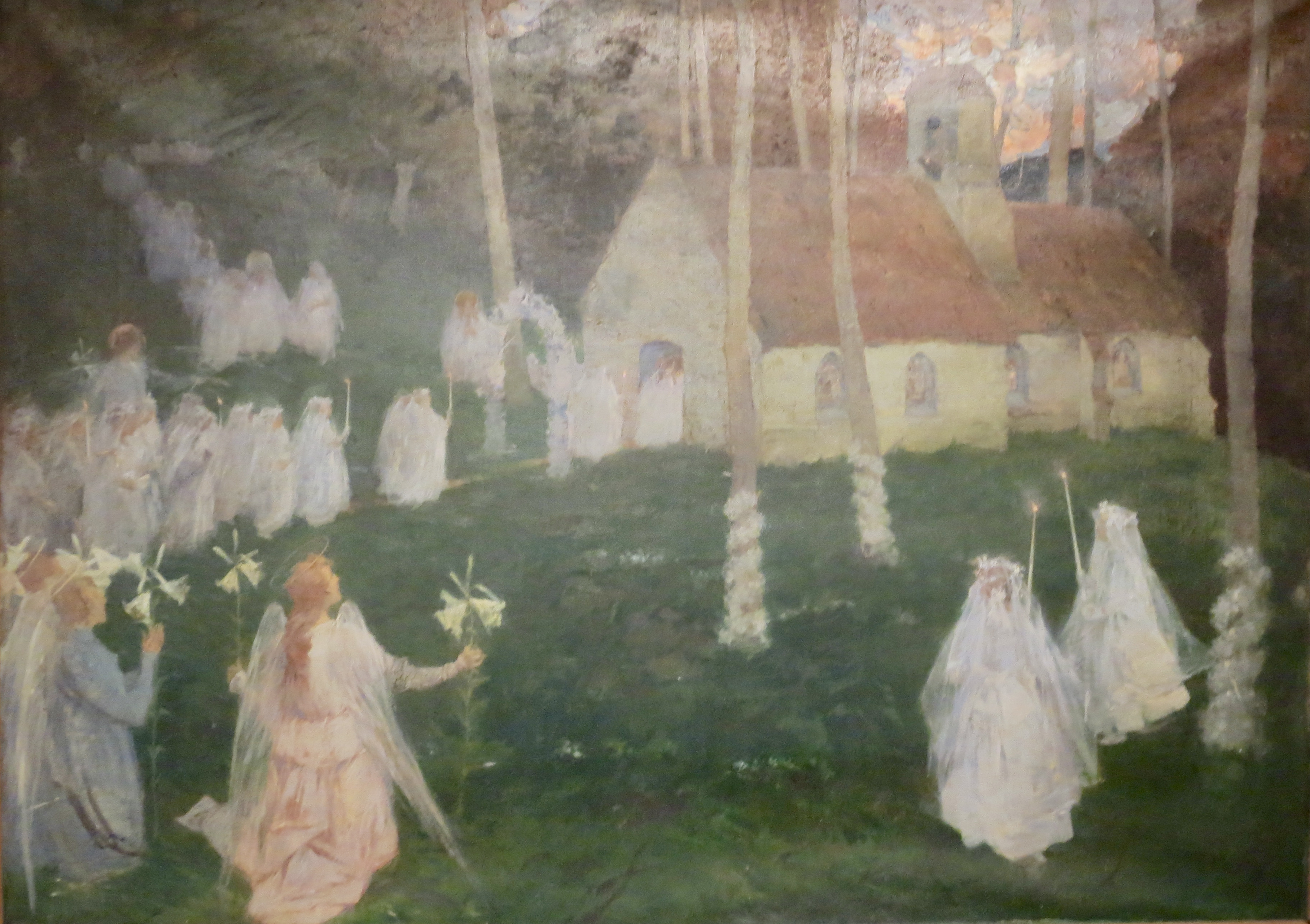
Les Anges de la première communion, vers 1892.
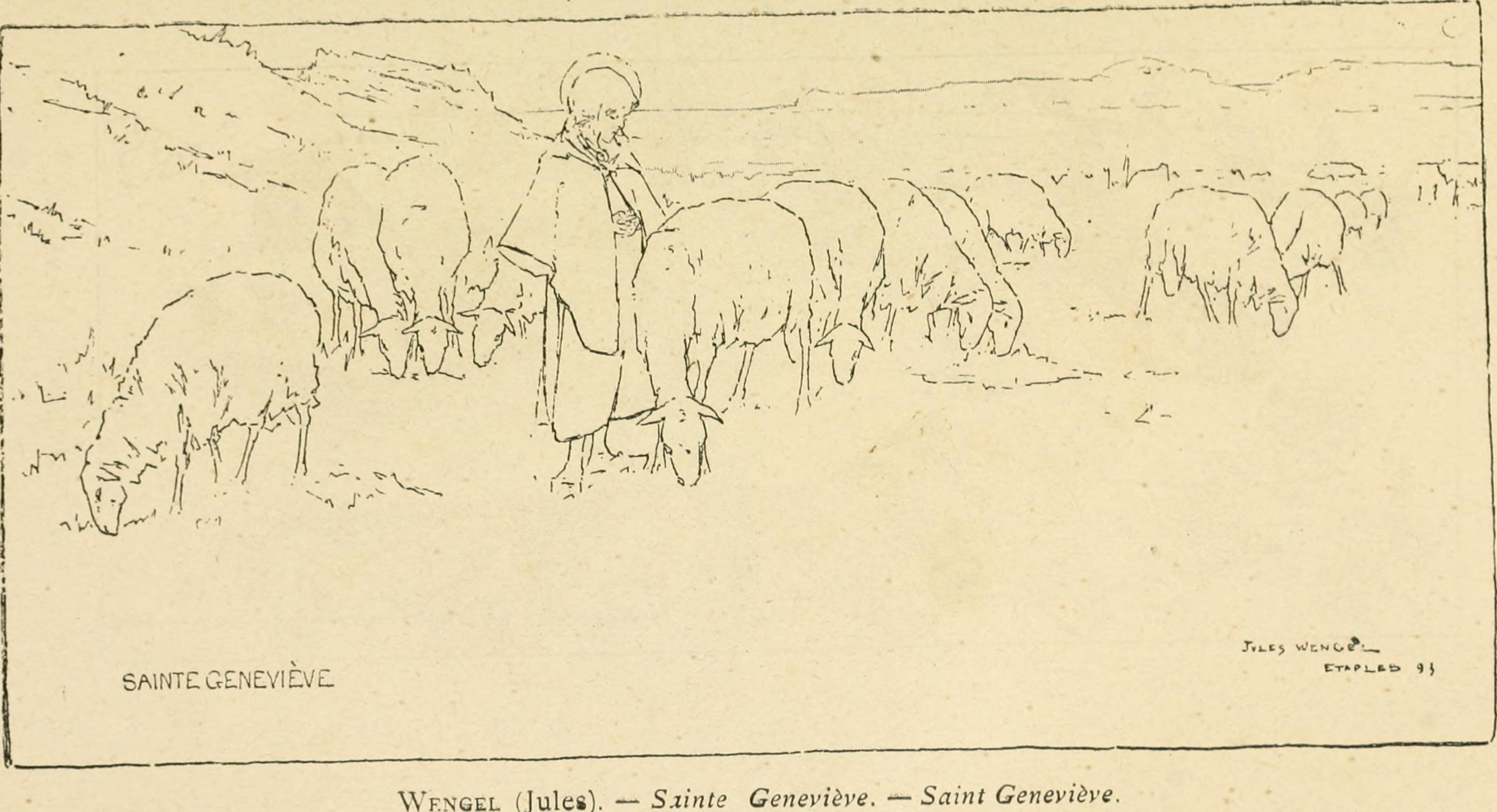
Sainte-Geneviève, Étaples, 1893.
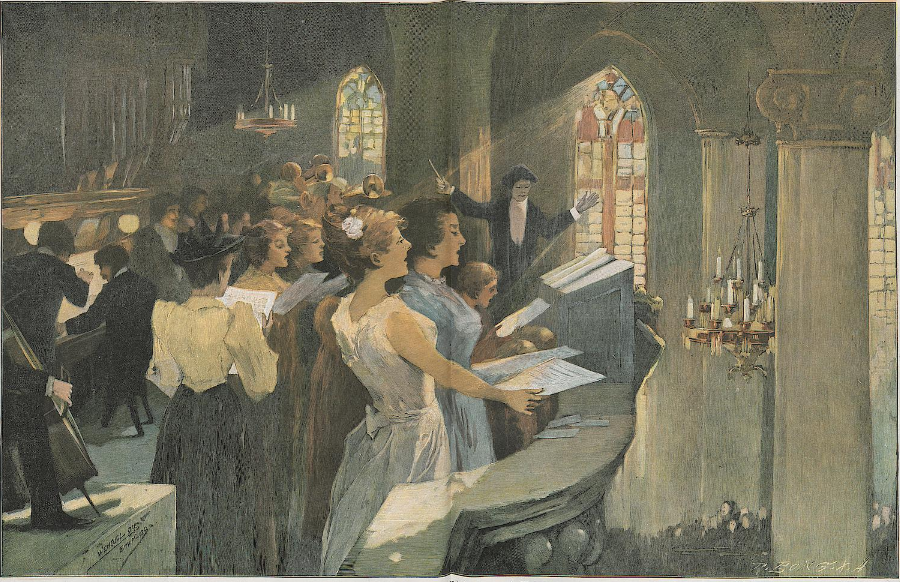
Friede auf Erden und den Menschen ein Wohlgefallen, 1894[11].
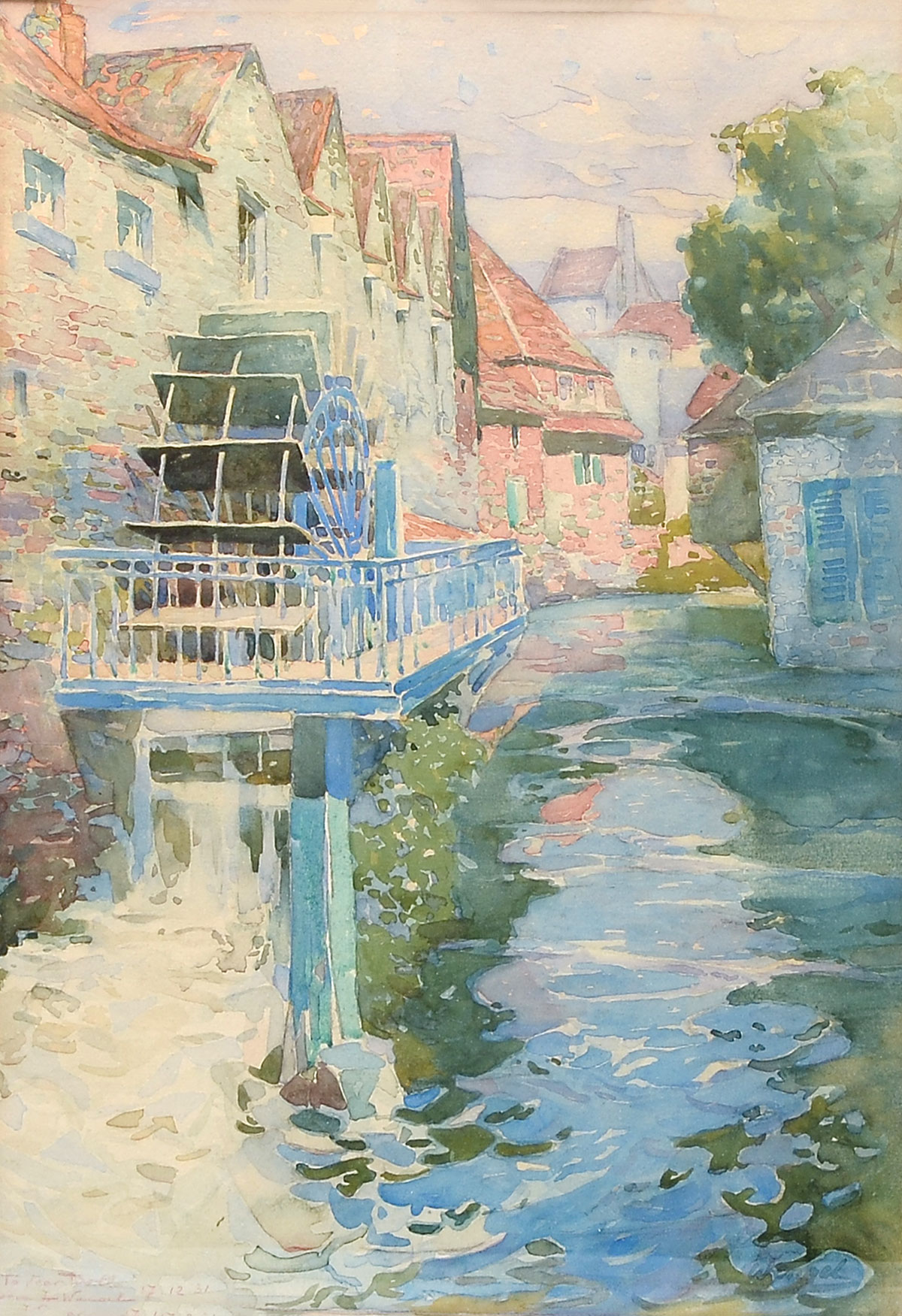

## Œuvres dans les collections publiques
- Montreuil-sur-Mer, Musée d'Art et d'Histoire Roger-Rodière : Les Anges de la première communion, avant 1892, huile sur toile, 104 × 105 cm[12].

## Pour approfondir